# Ranavalona III van Madagaskar
Ranavalona III van Madagaskar (Amparibe, 22 november 1861 - Algerije, 23 mei 1917) was van 1883 tot 1897 koningin van het Koninkrijk Madagaskar, zij het onder Frans protectoraat. Zij volgde haar oudtante Ranavalona II op, een absoluut vorstin. Zelf probeerde ze een constitutionele monarchie te vestigen. In maart 1896 stichtte zij de Orde van Ranavalona III.
Madagaskar werd in een Frans decreet van 11 december 1895 en een wet van 6 augustus 1896 geannexeerd; koningin Ranavalona III werd in 1897 door de Fransen verbannen. Ze stierf in ballingschap in Algerije.
Op 6 november 2020 werd de koningskroon van Ranavalona III in aanwezigheid van leden van de voormalige koninklijke familie door de Franse staat teruggegeven aan Madagaskar. De plechtigheid vond plaats in het gerestaureerde Manjacanyadanapaleis, dat bij die gelegenheid werd geopend als historisch museum.
- Bibliothèque nationale de France: cb12507624n (data)
- Gemeinsame Normdatei: 119479753
- International Standard Name Identifier: 0000 0001 1629 7177
- Library of Congress Control Number: n96100114
- National Archives and Records Administration: 10575289
- Système universitaire de documentation: 034308113
- Virtual International Authority File: 42649297
- WorldCat: E39PBJhMq9WYKwHpvB4bmKj9jC